# Lu Ji
Ne doit pas être confondu avec Lü Ji ou Lü Ji (peintre).
Lu Ji (chinois 陸機), né en 261, mort en 303, est un écrivain chinois. Poète, il est aussi l'auteur d'un texte important sur l'esthétique littéraire, le Fu sur la littérature (文賦), ainsi que des Commentaires sur la flore et la faune du Livre des Odes.